# Jacques Martineau
Jacques Martineau és un director i guionista francès, nascut el 8 de juliol de 1963 a Montpeller.

## Biografia
Després de passar la seva adolescència a Niça, Jacques Martineau va estudiar a l'École Normale Supérieure (rue d'Ulm), on va obtenir la seva agregació de lletres i un doctorat. La seva trajectòria universitària el va portar a ensenyar a la facultat.
El 1997, va començar una carrera artística amb el seu amic Olivier Ducastel. Van fer el seu primer llargmetratge junts, un musical, Jeanne et le Garçon formidable.
Jacques Martineau ensenya com a professor a la Universitat de París X Nanterre al departament de Filosofia de les Llengües de Lletres (LLphi).
Les seves pel·lícules Jeanne et le Garçon formidable (1998), Drôle de Félix (2000) i Crustacés et Coquillages (2005) descriuen una "homosexualitat tranquil·la, assumida", segons Alain Brassart, autor de L'Homosexualité dans le cinéma français.

## Filmografia
En col·laboració amb Olivier Ducastel
- 1998: Jeanne et le Garçon formidable
- 2000: Drôle de Félix
- 2002: Ma vraie vie à Rouen
- 2005: Crustacés et Coquillages
- 2008: Nés en 68
- 2010: L'Arbre et la Forêt
- 2010: Juste la fin du Monde de Jean-Luc Lagarce (tv)
- 2016: Théo et Hugo dans le même bateau – premi del públic als Teddy Awards (Berlinale)[4]
- 2019: Haut-Perchés